# Азаис, Пьер Гиацинт
Пьер Гиаци́нт Азаи́с (фр. Pierre Hyacinthe Azaïs; 1 марта 1766 года, Сорез — 22 января 1845 года, Париж) — французский писатель, публицист и философ, отличавшийся необычайной широтой интересов, включавших политику, историю, френологию, магнетизм, психологию и даже артезианские скважины, и прославившийся своей теорией всеобщей компенсации (другие названия — теория всеобщего навёрстывания, система вознаграждений, теория компенсаций).

## Биография
Сын музыканта. Поначалу был учителем в Тарбе, затем секретарём олеронского епископа, который безуспешно пытался обратить его в монашеское звание. Азаис удалился в Севенские горы, став органистом в небольшом бенедиктинском аббатстве (l’abbaye de Villemagne).
Поддержал Великую французскую революцию, считая, что она принесёт благо стране, но потом разочаровался в её методах, о чём написал в критической брошюре, наделавшей много шума и вызвавшей преследования со стороны временного правительства. Приговорённый 18 фруктидора к депортации, скрылся от жандармов в Тарбе, в больнице сестёр милосердия. Затем удалился в Пиренейские горы на несколько лет. Превратности революционного времени сподвигли его на серьёзное и долголетнее исследование значения человеческих судеб и на мысль о всеобщей компенсации. В возрасте сорока лет, в 1806 году он посчитал свою работу законченной и решился открыть публике плоды своего мышления, для этого он прибыл в Париж.
Азаис приобрёл широкую известность своим сочинением «Об уравновешении человеческих судеб» (Des compensations dans les destinées humaines, 1809), в котором он изображает радости и страдания человеческого существования; старается показать, что самый счастливый человек под конец должен сделаться самым несчастным вследствие непреложного закона возмездия и равновесия в нравственном мире.
Наполеон I высоко оценил труд Азаиса, сделав его профессором в военной школе Сен-Сир. В 1811 году Азаис стал инспектором публичной библиотеки в Авиньоне, а с 1812 года занимал ту же должность в Нанси, однако потерял место в 1815 году за статью о Наполеоне, в которой горячо оправдывал бывшего императора. Благодаря ходатайствам некоторых учёных и знаменитой Сталь, получил от правительства небольшой пенсион, позволивший ему снова предаться любимым занятиям философствования и сочинения. Он открыл у себя в саду публичное преподавание философии, и напоминал современникам древнегреческих мыслителей.
Азаис скончался в Париже 22 января 1845 года.

## Религиозно-метафизическая теория Азаиса
Азаис определил силу всеобщего распространения (expansion) как первичную силу и причину, из которой следуют два действия — расширяемость (dilatation) и сжимаемость (compression). Их колебательное взаимодействие способствует равновесию вселенной, является исходной точкой всего сущего, всех явлений в жизни мира и человека, какими бы разнообразными эти явления не казались на вид.
Вся вселенная, по мнению Азаиса, есть не что иное, как постоянное осуществление общего плана создания. Человек входит в этот план как объект; колебание его судеб — один из главнейших результатов силы, удерживающей равновесие вселенной. Вечное и высшее могущество ведёт вселенную; совершеннейший и простейший порядок господствует в осуществлении великого дела. И человек, объект этого высшего построения, не может своим созданием и своей судьбой противоречить общему принципу справедливости. Судьбы людей в целом — дело самой природы, и, так как природа справедлива, то все люди равны своей судьбой. Человек создан для счастья. Абсолютное счастье состоит в полнейшем удовлетворении всех потребностей человека. Потребности различны до бесконечности, но сводятся к двум категориям:
- вызываемые внутренними, присущими человеку свойствами (телу нужны здоровье, сила, красота; сердцу — привязанности; уму — свобода и деятельность; воображению — желания и т. д.);
- вызываемые внешней стороной человеческого быта (собственность, материальные блага).

Если для наслаждения абсолютным счастьем человек должен быть совершенен, и если все люди имеют одинаковое право на счастье, следовательно все они должны быть созданы с одинаковыми данными при рождении умственными, нравственными и физическими совершенствами. Но при таком равенстве люди, находя всё в самих себя, не нуждались бы один в другом; жизнь обществом была бы невозможна, и люди не могли бы даже различать друг друга; не было бы ни юности, ни старости, ни поддержания человеческого рода. Человек создан для жизни в обществе и для этого должен выделяться отличиями — это изначальная причина прирождённого неравенства.
Все первичные способности входят в сущность каждого из людей, но от разнообразия их сочетания, от преобладания той или иной способности зависит всё их бесконечное различие. Особи, личности выделяются зачастую едва уловимыми оттенками, и их физические свойства составляют непрерывную постепенность (gradation). Такая постепенность даров природы была бы вопиющей несправедливостью, если бы она существовала одна; но каждый род свойств человека, все условия его материального быта составляют такие же постепенности. Обратное расположение постепенностей вознаграждает ущерб личного интереса (несчастье) для тех, кто составляет низшие звенья постепенности. Совокупление постепенностей, их постоянное колебательное движение производят общее равенство человеческих судеб.
Хотя неравенство социальных условий, преимущественно в странах, где цивилизация ушла вперёд, подчинено внешним образом зависимости от человеческих учреждений, как второстепенных причин, но это неравенство изначально предназначено творцом природы быть одним из вознаграждений врождённого неравенства. Судьба людей — дело условий двух родов: одни залегают внутри организма, другие вне человека. Первые — это преимущества и недостатки нашей организации, возраста и т. д.; они первичны, и человек не может их изменить, зато люди могут увеличить блага, которые они нам приносят, или уменьшить зло, которое они нам причиняют. И для этого надо жить с мудростью, согласно Азаису.
В заключение Азаис говорит: «Верное и окончательное решение судьбы человека произносится только по окончании его земного (первичного) существования. Для оценки нужно брать все, пусть и незаметные, случайности и события, потому что с этого момента его предназначение — получить от вечной справедливости вечное удовлетворение.»

## Издания
Опубликовал около пятидесяти сочинений на философские и политические темы. Среди них:
- «Об уравновешении человеческих судеб» (Des compensations dans les destinées humaines, Париж, 1809; в 3 т., изд-во Леду и Беше, Париж, 1818);
- «Nouvel Ami des enfants» (1816)
- «Acoustique fondamentale» (1831);
- «Универсальная система» (Système universel, в 8 томах, Авиньон, 1810—1812);
  - сокращённое издание в трёх томах: «Универсальная система. Употребление универсальной причины в формировании и развитии организованных существ». Часть первая — физика растений, часть вторая — физика животных, часть третья — физика человека (в 3 т., изд-во Леблан-Гарнери, Париж, 1810—1812);
- «Du sort de l’homme dans toutes les conditions» (в 3 томах, Париж, 1821);
- «Cours de philosophie générale» (в 8 томах, 1823—1828, Париж);
- «Jeunesse, maturité, religion, philosophie» (1837);
- «De la phrénologie, du magnétisme, et de la folie» (1843).

## Память
В Париже на Монмартре (18-й городской округ) одна из улиц с 1875 года носит имя философа Азаи́са — rue Azaïs.